# Équipe cycliste Dukla Banská Bystrica
L'équipe cycliste Dukla Banská Bystrica est une équipe cycliste slovaque ayant le statut d'équipe continentale.

## Histoire de l'équipe
En 2015, l'équipe change de nom et devient Kemo Dukla Trenčín.

## Principales victoires

### Courses d'un jour
- Coupe des Carpates : Roman Broniš (2006)
- Grand Prix de Sharm el-Sheikh : Ján Šipeky (2007)
- Grand Prix Kooperativa : Peter Sagan (2009)
- Grand Prix Boka : Juraj Sagan (2009)
- Challenge Khouribga : Maroš Kováč (2011)
- Tour Bohemia : Maroš Kováč (2012)
- Košice-Miskolc : Michal Kolář (2013)
- Banja Luka-Belgrade I : Michal Kolář (2013)
- GP Polski Via Odra : Erik Baška (2014)
- Central-European Tour Košice-Miskolc : Erik Baška (2014)
- Central-European Tour Isaszeg-Budapest : Erik Baška (2014)
- Grand Prix du Prince Héritier Moulay el Hassan : Lukáš Kubiš (2023)
- Grand Prix du Trône : Lukáš Kubiš (2023)

### Courses par étapes
- Tour d'Égypte : Maroš Kováč (2004)
- Tour du Maroc : Ján Šipeky (2006)
- Grand Prix Chantal Biya : Juraj Bellan (2018)
- Tour de Serbie : Martin Haring (2020)

### Championnats nationaux
- Championnats de Slovaquie sur route : 15
  - Course en ligne : 2006 (Maroš Kováč)
  - Contre-la-montre : 2011 (Pavol Polievka), 2018 (Marek Čanecký), 2019 et 2020 (Ján Andrej Cully)
  - Course en ligne espoirs : 2009 (Matej Vysna), 2019 (Samuel Oros), 2020 (Lukas Kubis), 2021 (Tobias Vančo), 2022 (Lukáš Kubiš) et 2023 (Simon Nagy)
  - Contre-la-montre espoirs : 2013 (Erik Baška), 2014 (Mário Daško), 2019 (Martin Vlčák) et 2022 (Samuel Kováč)

## Classements UCI
En 2004, l'équipe est membre des Groupes Sportifs III.
| Saison | Classement par équipes | Meilleur coureur au classement individuel |
| ------ | ---------------------- | ----------------------------------------- |
| 2004   | 37e (GSIII)            | Maroš Kováč (691e)                        |

À partir de 2005, l'équipe participe aux épreuves des circuits continentaux et en particulier de l'UCI Europe Tour. Les tableaux ci-dessous présentent les classements de l'équipe sur les différents circuits, ainsi que son meilleur coureur au classement individuel.
UCI Africa Tour
| UCI Africa Tour | UCI Africa Tour        | UCI Africa Tour                           | UCI Africa Tour |
| Année           | Classement par équipes | Meilleur coureur au classement individuel |                 |
| --------------- | ---------------------- | ----------------------------------------- | --------------- |
| 2005            | 4e                     | Maroš Kováč (20e)                         |                 |
| 2006            | 7e                     | Maroš Kováč (55e)                         |                 |
| 2007            | 2e                     | Ján Šipeky (7e)                           |                 |
| 2008            | 6e                     | Roman Broniš (16e)                        |                 |
| 2009            | 19e                    | Juraj Sagan (132e)                        |                 |
| 2011            | 10e                    | Maroš Kováč (35e)                         |                 |
| 2012            | 9e                     | Michal Kolář (45e)                        |                 |
| 2013            | 8e                     | Maroš Kováč (50e)                         |                 |
| 2016            | 12e                    | Patrik Tybor (61e)                        |                 |
| 2017            | 11e                    | Ján Andrej Cully (65e)                    |                 |
| 2018            | 10e                    | Juraj Bellan (57e)                        |                 |
|                 |                        |                                           |                 |
| Source : UCI    |                        |                                           |                 |

UCI America Tour
| UCI America Tour | UCI America Tour       | UCI America Tour                          | UCI America Tour |
| Année            | Classement par équipes | Meilleur coureur au classement individuel |                  |
| ---------------- | ---------------------- | ----------------------------------------- | ---------------- |
| 2009             | 34e                    | Maroš Kováč (240e)                        |                  |
| 2010             | 32e                    | Matej Jurčo (248e)                        |                  |
| 2011             | 35e                    | Maroš Kováč (326e)                        |                  |
| 2016             | 44e                    | Patrik Tybor (358e)                       |                  |
|                  |                        |                                           |                  |
| Source : UCI     |                        |                                           |                  |

UCI Asia Tour
| UCI Asia Tour | UCI Asia Tour          | UCI Asia Tour                             | UCI Asia Tour |
| Année         | Classement par équipes | Meilleur coureur au classement individuel |               |
| ------------- | ---------------------- | ----------------------------------------- | ------------- |
| 2011          | 68e                    | Matej Jurčo (335e)                        |               |
| 2017          | 68e                    | Patrik Tybor (194e)                       |               |
|               |                        |                                           |               |
| Source : UCI  |                        |                                           |               |

UCI Europe Tour
| UCI Europe Tour | UCI Europe Tour        | UCI Europe Tour                           | UCI Europe Tour |
| Année           | Classement par équipes | Meilleur coureur au classement individuel |                 |
| --------------- | ---------------------- | ----------------------------------------- | --------------- |
| 2005            | 84e                    | Maroš Kováč (192e)                        |                 |
| 2006            | 71e                    | Maroš Kováč (175e)                        |                 |
| 2007            | 67e                    | Maroš Kováč (195e)                        |                 |
| 2008            | 61e                    | Roman Broniš (134e)                       |                 |
| 2009            | 54e                    | Peter Sagan (64e)                         |                 |
| 2010            | 64e                    | Maroš Kováč (147e)                        |                 |
| 2011            | 73e                    | Matej Jurčo (242e)                        |                 |
| 2012            | 76e                    | Maroš Kováč (174e)                        |                 |
| 2013            | 43e                    | Michal Kolář (119e)                       |                 |
| 2014            | 47e                    | Erik Baška (71e)                          |                 |
| 2015            | 76e                    | Patrik Tybor (213e)                       |                 |
| 2016            | 98e                    | Maroš Kováč (810e)                        |                 |
| 2017            | 91e                    | Patrik Tybor (421e)                       |                 |
| 2018            | 83e                    | Marek Čanecký (710e)                      |                 |
| 2019            | 49e                    | Patrik Tybor (384e)                       |                 |
| 2020            | 20e                    | Lukáš Kubiš (205e)                        |                 |
| 2021            | 38e                    | Lukáš Kubiš (224e)                        |                 |
| 2022            | 63e                    | Lukáš Kubiš (316e)                        |                 |
| 2023            | 34e                    | -                                         |                 |
|                 |                        |                                           |                 |
| Source : UCI    |                        |                                           |                 |

L'équipe est également classée au Classement mondial UCI qui prend en compte toutes les épreuves UCI et concerne toutes les équipes UCI.
| Classement mondial | Classement mondial     | Classement mondial                        | Classement mondial |
| Année              | Classement par équipes | Meilleur coureur au classement individuel |                    |
| ------------------ | ---------------------- | ----------------------------------------- | ------------------ |
| 2016               | -                      | Patrik Tybor (804e)                       |                    |
| 2017               | -                      | Patrik Tybor (463e)                       |                    |
| 2018               | -                      | Juraj Bellan (841e)                       |                    |
| 2019               | 87e                    | Patrik Tybor (501e)                       |                    |
| 2020               | 41e                    | Lukáš Kubiš (249e)                        |                    |
| 2021               | 64e                    | Lukáš Kubiš (263e)                        |                    |
| 2022               | 107e                   | Lukáš Kubiš (392e)                        |                    |
| 2023               | 67e                    | Lukáš Kubiš (311e)                        |                    |
| 2024               | 99e                    | Dominik Dunár (683e)                      |                    |
|                    |                        |                                           |                    |
| Source : UCI       |                        |                                           |                    |

## Dukla Banská Bystrica en 2023
Effectif
| Effectif 2023            | Effectif 2023     | Effectif 2023 | Effectif 2023                 |
| Cycliste                 | Date de naissance | Pays          | Équipe précédente             |
| ------------------------ | ----------------- | ------------- | ----------------------------- |
| Martin Chren             | 8 mai 1999        | Slovaquie     |                               |
| Jakub Galovič            | 30 décembre 2004  | Slovaquie     |                               |
| Denis Hoza               | 12 décembre 2002  | Slovaquie     |                               |
| Dávid Kaško              | 24 avril 1997     | Slovaquie     |                               |
| Lukáš Kubiš              | 31 janvier 2000   | Slovaquie     |                               |
| Filip Lohinsky           | 24 janvier 2002   | Slovaquie     |                               |
| Simon Nagy               | 26 juillet 2001   | Slovaquie     | Israel Cycling Academy (2022) |
| Pavol Rovder             | 9 avril 2001      | Slovaquie     |                               |
| Samuel Tuka              | 22 août 2003      | Slovaquie     |                               |
| Patrik Tybor             | 16 septembre 1987 | Slovaquie     |                               |
|                          |                   |               |                               |
| Source : ProCyclingStats |                   |               |                               |

Victoires
| Victoires | Victoires                                      | Victoires | Victoires | Victoires   | Victoires |
| Date      | Course                                         | Pays      | Classe    | Vainqueur   |           |
| --------- | ---------------------------------------------- | --------- | --------- | ----------- | --------- |
| 26 mai    | Grand Prix du Prince Héritier Moulay el Hassan | Maroc     | 1.2       | Lukáš Kubiš |           |
| 27 mai    | Grand Prix du Trône                            | Maroc     | 1.2       | Lukáš Kubiš |           |
| 18 juin   | Championnat de Slovaquie sur route espoirs     | Slovaquie | CN        | Simon Nagy  |           |
| 16 juill. | 2e étape du Grand Prix cycliste de Gemenc      | Hongrie   | 2.2       | Lukáš Kubiš |           |